# Ciliární sval

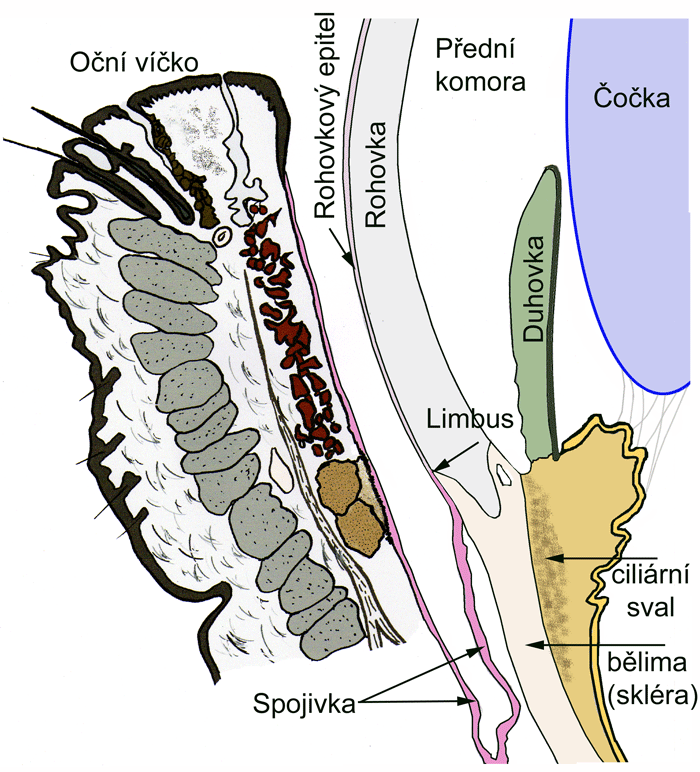
Sagitální řez okem: patrné je řasnaté tělísko (žlutohnědě), v rámci něhož je popsán ciliární (řasnatý) sval

Ciliární sval (musculus ciliaris), též řasnatý sval, je drobný hladký sval nacházející se uvnitř oka většiny blanatých obratlovců (u savců, ptáků a plazů), který umožňuje změnu tvaru čočky (tzv. akomodaci) a tím zaostřování oka na různě vzdálené předměty. Ciliární sval je uložen ve vazivu řasnatého (ciliárního) tělíska.

## Funkce
Při pohledu do dálky jsou vlákna řasnatého tělíska napjatá, díky tomu je čočka zploštělá (roztáhnutá do stran) a má nízkou optickou mohutnost. Při pohledu na blízko se stáhnou ciliární svaly, poněkud se posune ciliární aparát a ochabí svůj tah na čočku. Tím se čočka vyklene (akomoduje) a zvýší svou optickou mohutnost. Stahy ciliárních svalů jsou ovládány parasympatickými vlákny (neboť se jedná o hladké svaly, pro něž je vegetativní řízení typické) a jejich primární (odborně tzv. pregangliové) neurony jsou umístěny v tzv. Edinger-Westphalově jádře ve středním mozku. Nervové dráhy do oka vstupují okohybným nervem. Ciliární sval je inervován také sympatickými vlákny, ty působí ochabnutí ciliárního svalu např. při únavě a následnou neschopnost zaostřit na blízko.

## Embryonální původ
Ciliární sval vzniká z mezenchymální („mezodermální“) tkáně přikládající se na přední plochu čočky. Tento mezenchym původně obklopoval vznikající oční pohárek a vzniká z migrujících buněk neurální lišty.

## Lidský ciliární sval
Lidský ciliární sval je prostorová síť jakýchsi „vláken“ hladkého svalstva, které směřují třemi hlavními směry. Tzv. fibrae meridionales (též musculus Brückei) jsou vně a táhnou se od bělimy k zadním částem ciliárního tělíska: jejich stah posouvá ciliární tělísko vpřed. Fibrae circulares (musculus Mülleri) jsou na vnitřní straně řasnatého tělíska a jejich stah způsobuje uvolnění a vyklenutí čočky. Vzácnější fibrae radiales směřují radiálně od f. meridionales k f. circulares.